# Tussenbak

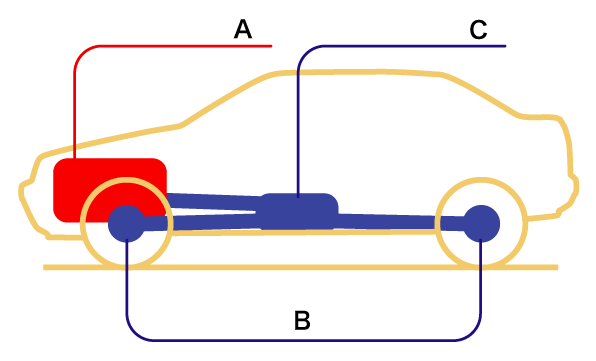
Bij vierwielaandrijvers wordt bij voorkeur gebruikgemaakt van assen van gelijke lengte (legenda: A = motor + reguliere versnellingsbak; B = aangedreven assen; C = tussenbak)

Een tussenbak is een soort extra versnellingsbak, die in vierwielaangedreven voertuigen schakelt tussen tweewiel- en vierwielaandrijving en die vaak ook kan schakelen tussen hoge en lage gearing. Een tussenbak kan mechanisch geschakeld worden via een extra pookje, maar ook pneumatisch via knoppen. 
De tussenbak brengt de kracht van de motor en versnellingsbak over op de voor- en achteras door middel van aandrijfassen. Door het gebruik van een tussenbak krijgen deze aandrijfassen dezelfde lengte. Dit heeft een aantal voordelen: de gelijke assen besparen productiekosten, de hoeken in de aandrijflijn worden beperkt, er blijft voldoende ruimte onder de motor (vooral onder de oliepan) en de assen torderen ook evenveel.